# يهوشوا هانكين

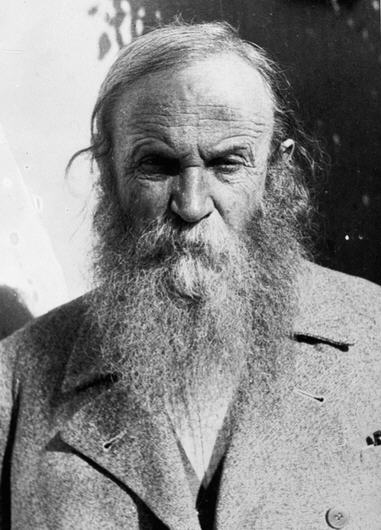
يهوشوا هانكين

يهوشوا هانكين (1864 - 11 نوفمبر 1945) كان ناشطا صهيونيا مسؤولا عن معظم عمليات شراء الأراضي الرئيسية للمنظمة الصهيونية في فلسطين العثمانية وفلسطين الانتدابية - ولا سيما صفقات سرسق.

## سيرة ذاتية
ولد يهوشوا هانكين في كريمنشوك، الامبراطورية الروسية، وانتقل إلى ريشون لتسيون مع والديه في عام 1882. وفي عام 1887، انتقلت عائلته إلى غديرا. وفي عام 1888 تزوج هانكين من أولغا أخت  إسرائيل بلكيند (1852-1943) في غديرا. كانت أكبر منه باثني عشر عامًا، وسوف تصبح شريكا له في كل مساعيه. وقد سميت جيفات أولغا، وهي أحد أحياء الخضيرة، على اسمها. وظل زواجهما بدون أطفال. وتوفي هانكين في تل أبيب ودفن في الجليل بجوار زوجته أولغا في المنزل الذي كان قد بناه لهم في عين هارود على جبل جلبوع.

## شراء الأراضي

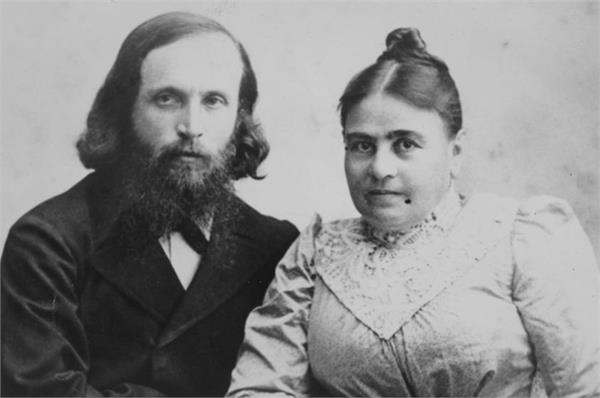
يهوشوا وأولغا هانكين 1910

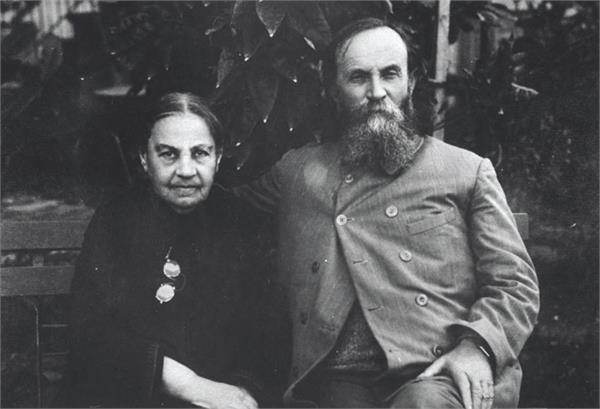
يهوشوا وأولغا هانكين 1920

وأثناء وجوده في منطقة غديرا، أصبح هانكين ودودا مع العرب المحليين، الأمر الذي ساعده في التفاوض على شراء الأراضي. وكان أول شراء لهانكين هو أرض رحوفوت التي تم الاستحواذ عليها في عام 1890. وبعد عام، وباستخدام الاموال التي قدمها يهود ليتوانيا، اشترى الأرض التي أصبحت فيما بعد مستوطنة ومدينة الخضيرة. ثم قام بشراء أراض لجمعية الاستعمار اليهودي في الجليل.
وفي عام 1908، عندما أرسلت المنظمة الصهيونية آرثر روبين وأقامت شركة فلسطين لتنمية الأراضي، انضم هانكين. في عام 1909 أو 1910، أنهى هانكين أول عملية شراء رئيسية له في مرج ابن عامر. اشترى حوالي 10,000 دونم (10 كيلومترات مربعة) من الأرض في الفولة، التي أصبحت موطنا لمرحافيا. وكان هذا الشراء بمثابة بداية لنزاعات مريرة بين العرب واليهود حول حقوق المزارعين المستأجرين الذين طردوا من أراضيهم، وبشأن توظيف حراس يهود أو عرب في الأراضي.

## وصلات خارجية
- The personal papers of Yehoshua Hankin are preserved at the Central Zionist Archives in Jerusalem. The notation of the record group is A238.